# UTC+02:00

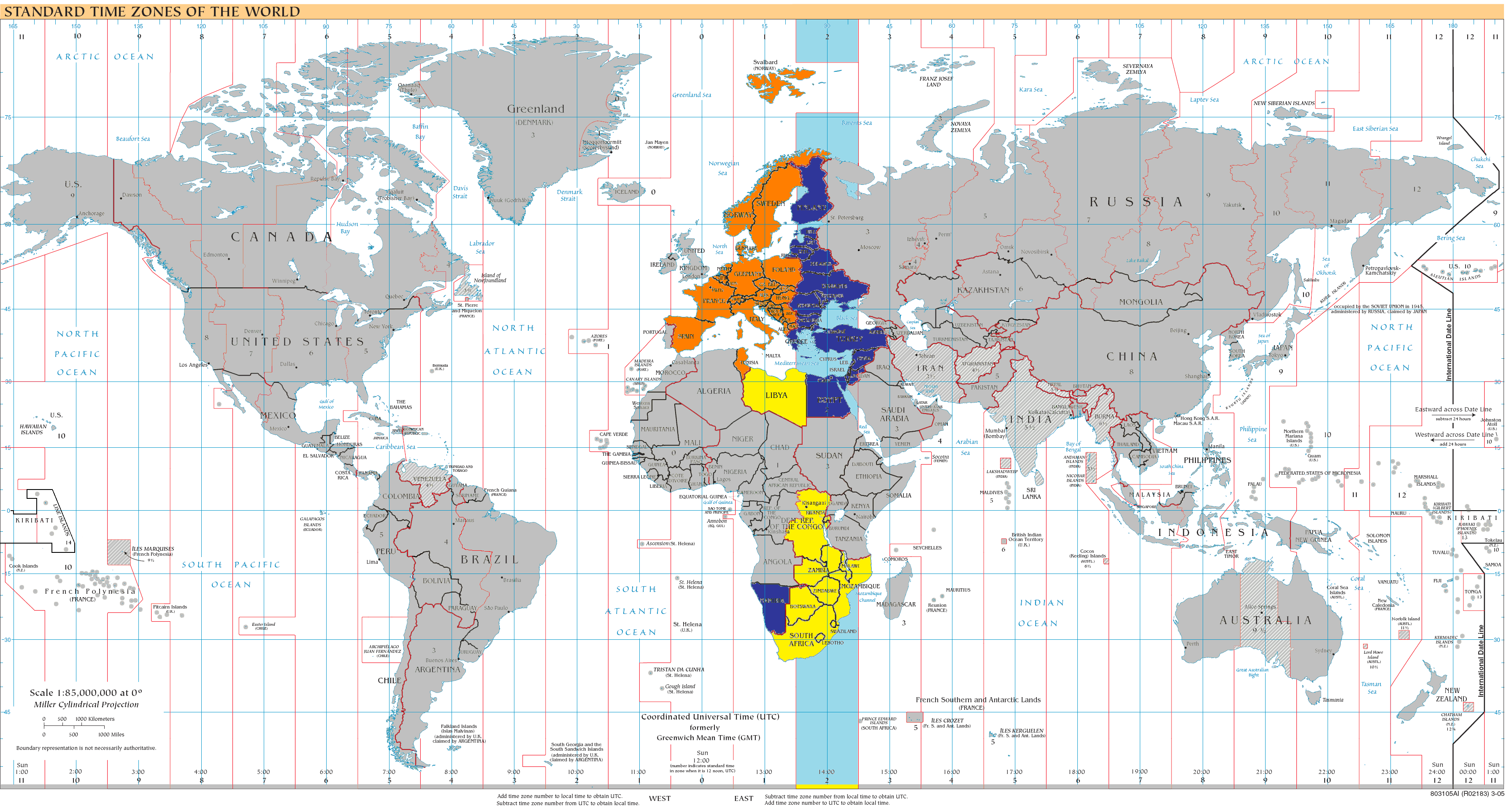
Mapa de UTC+02:00

UTC+02:00 es el vigésimo tercer huso horario del planeta cuya ubicación geográfica se encuentra en el meridiano 30 este. Aquellos países que se rigen por este huso horario se encuentran 2 horas por delante del meridiano de Greenwich.

## Hemisferio norte

### Países que se rigen por UTC+02:00 todo el año
| Abreviatura | Nombre Completo                               | País |
| ----------- | --------------------------------------------- | --- |
| CAT         | Hora de África Central (Central Africa Time)  | República Democrática del Congo - Provincia de Alto Uele - Provincia de Bajo Uele - Provincia de Ituri - Provincia de Kivu del Norte (parte) - Provincia de Tshopo (parte) Sudán Sudán del Sur |
| EET         | Hora del este europeo (Eastern European Time) | Libia Rusia - Óblast de Kaliningrado |

### Países que se rigen por UTC+02:00 en Horario Estándar
| Abreviatura | Nombre Completo                                | País |
| ----------- | ---------------------------------------------- | --- |
| EET         | Hora del este europeo (Eastern European Time)  | Bulgaria Chipre Egipto Estonia Finlandia Grecia Letonia Líbano Lituania Moldavia Palestina Rumania Ucrania (Excepto Crimea, Donetsk y Lugansk) |
| IST         | Hora Estándar de Israel (Israel Standard Time) | Israel |

### Países que se rigen por UTC+02:00 en Horario de Verano
| Abreviatura | Nombre Completo                                               | País |
| ----------- | ------------------------------------------------------------- | --- |
| CEST        | Hora central europea de verano (Central European Summer Time) | Albania Alemania Andorra Austria Bélgica Bosnia y Herzegovina Ciudad del Vaticano Croacia Dinamarca Eslovaquia Eslovenia España (excepto las Canarias) Francia Hungría Italia Liechtenstein Luxemburgo Macedonia del Norte Malta Mónaco Montenegro Noruega Países Bajos Polonia Reino Unido - Gibraltar República Checa San Marino Serbia Suecia Suiza |

## Hemisferio sur

### Países que se rigen por UTC+02:00 todo el año
| Abreviatura | Nombre Completo                                         | País |
| ----------- | ------------------------------------------------------- | --- |
| CAT         | Hora de África Central (Central Africa Time)            | Botsuana Burundi Malaui Mozambique Namibia República Democrática del Congo - Provincia de Alto Katanga - Provincia de Alto Lomami - Provincia de Kasai - Provincia de Kasai Central - Provincia de Kasai Oriental - Provincia de Kivu del Norte (parte) - Provincia de Kivu del Sur - Provincia de Lomami - Provincia de Lualaba - Provincia de Maniema - Provincia de Sankuru - Provincia de Tanganica - Provincia de Tshopo (parte) Ruanda Zambia Zimbabue |
| SAST        | Hora Estándar de Sudáfrica (South Africa Standard Time) | Lesoto Suazilandia Sudáfrica |

### Países que se rigen por UTC+02:00 en Horario de Verano
| Abreviatura | Nombre Completo                                               | País                   |
| ----------- | ------------------------------------------------------------- | ---------------------- |
| CEST        | Hora central europea de verano (Central European Summer Time) | Antártida - Base Troll |